# Sense of wonder
Sense of wonder (lett. senso del meraviglioso) è un'espressione inglese usata per indicare la tipica sensazione di meraviglia volutamente ricercata nelle opere di narrativa fantascientifica, specialmente in relazione all'"Età d'oro della fantascienza" degli anni quaranta e cinquanta del Novecento.
Il sense of wonder è una reazione emotiva che ha il lettore quando si confronta, cerca di capire o viene messo di fronte ad un concetto assolutamente nuovo e non esistente necessario per recepire delle nuove informazioni. Può essere associato all'azione di cambio di paradigma, atto tipico della fantascienza per cui si accetta una tecnologia futuribile e le sue basi per poter proseguire la comprensione dell'opera o di parte di essa.
Il sense of wonder non richiede la completa comprensione della situazione che lo causa.
L'espressione viene spesso usata in correlazione con la sospensione della realtà o la più letteraria volontaria sospensione dell'incredulità di cui parlava il poeta Coleridge.

## Esempio
Un esempio ne è Superman che ferma un treno.
Il sense of wonder è ciò che prova il lettore nel confrontarsi col fatto che il protagonista abbia la forza di effettuare l'azione. Non è necessario che il lettore comprenda il meccanismo dell'azione stessa, l'effetto voluto è lo stupore e la meraviglia che questo accada.
La sospensione della realtà è l'atto con cui il lettore ignora le leggi fisiche sull'inerzia che vengono violate. Probabilmente, senza il sense of wonder, il lettore non potrebbe passare alla sospensione della realtà.